# Symfonie nr. 28 (Brian)
Havergal Brian voltooide zijn Symfonie nr. 28 in 1967.
Brian had in de jaren rond 1967 een piek in zijn creativiteit. In 1967 schreef hij ook zijn Symfonie nr. 29 en nr. 30. Voor de nummer 28 keerde Brian terug naar de klassieke opzet van een vierdelige symfonie, maar het werd met 14 minuten wel een relatief kortdurende symfonie. De werktitel van dit werk was eerst Divertimento en later nog Sinfonia in c mineur.
De delen:
- Moderato
- Grazioso e leggiero
- Andante expressivo
- Allegro vivo

De enige bekende uitvoering van dit werk was voor lange tijd een studio-opname van 7 juni 1973. De toen 91-jarige Leopold Stokowski leidde het Philharmonia Orchestra in de BBC-studio Maida Vale (de componist was toen al overleden) voor een uitzending op 5 oktober van dat jaar. Dit hielp het werk niet echt vooruit, net zomin als de bemoeienissen van collegacomponist Robert Simpson, die al eerder de werken van Brian meer op de lessenaar wilde hebben. Brian droeg het werk op aan Simpson. In de periode 20 tot en met 24 maart 2014 legde dirigent Alexander Walker het werk vast met het Nieuw Russisch Staatssymfonieorkest in een serie van platenlabel Naxos om het gehele symfonische oeuvre van de componist vast te leggen.
Orkestratie:
- 3 dwarsfluiten (I ook piccolo), 2 hobo’s, 1 althobo, 1 esklarinet, 2 klarinetten, 1 basklarinet, 3 fagotten (III ook contrafagot)
- 4 hoorns, 6 trompetten, 3 trombones, 1 tuba
- pauken, percussie (kleine troms, bekkens, grote trom, triangel, castagnetten, tamtam, vibrafoon, xylofoon, glockenspiel), celesta, harp
- violen, altviolen, celli, contrabassen

Symfonie nr. 1 "Gotische"  · 2 · 3 · 4 · 5 · 6 · 7 · 8 · 9 · 10 · 11 · 12 · 13 · 14 · 15 · 16 · 17 · 18 · 19 · 20 · 21 · 22 · 23 · 24 · 25 · 26 · 27 · 28 · 29 · 30 · 31 · 32